# Anna Javette
Anna Maria Javette, född 2 nov 1857 i Stockholm, död 1888, var en svensk operasångare (sopran).
Hon var född i Stockholm som dotter till lärftskramhandlaren Johan Fredrik Javette och Johanna Christina Rosendahl. Hon studerade för Jeanette Jacobsson.
Javette debuterade på Stora Teatern den 15 maj 1882 som Margareta i Faust och ”lyckades genast vid sin debut förvärfva publikens sympatier”. Hon var verksam vid Kungliga Operan 1882–1888, med fast anställning från 1883. Hennes karriär var kort, men uppmärksammad, och hon ska ha varit:
”bemärkt för sin vackra röst, och ägnade sig under sin korta sceniska bana med allvar och hängifvenhet åt sin konst”.
Bland hennes roller fanns Rebecca i Judinnan, Selika i Afrikanskan, Berta i Profeten, Elsa i Lohengrin, Micaela i Carmen, Marie i Trumpetaren från Säkkingen, Helena i Mefistofeles, Venus i Tannhäuser.
Hon avled efter ”långvarigt bröstlidande” på Djurgården den 28 juli 1888.